# União Social-Cristã - Sarre
A União Social-Cristã - Sarre foi um pequeno partido do Protectorado do Sarre. Foi criada em setembro de 1955, inicialmente sem ligação (apesar do nome) à União Social-Cristã da Baviera. Em 1957, após a integração do Sarre na Alemanha, a CSU-Sarre integrou-se no Partido Popular Cristão do Sarre (CVP), que passou a funcionar como a secção local da CSU alemã, sob a sigla CSU/CVP. Em 1959 a CSU/CVP integrou-se na União Democrata-Cristã (CDU), embora uma minoria tenha rejeitado a integração e criado no mesmo ano o Partido Popular do Sarre (SVP).

## Ideologia
O partido, além de ser de tendência democrata-cristã, era também favorável ao Estatuto do Sarre, ou seja, contra a sua integração da RFA. Essa era também a linha do CVP (o principal partido democrata-cristão pró-Estatuto), e em oposição à CDU (democratas-cristãos pró-integração na RFA).

## Resultados eleitorais

### Parlamento do Sarre
| Ano  | Votos | %    | Lugares | Observações                                                                    |
| ---- | ----- | ---- | ------- | ------------------------------------------------------------------------------ |
| 1955 | 3.795 | 0,6% | 0 / 50  | A partir de 1957, os 12 deputados do CVP passaram a constituir o grupo CSU/CVP |

### Parlamento alemão
| Data | M. Uninominal | M. Uninominal | M. Proporcional | M. Proporcional | Deputados | Observações                             |
| Data | Votos         | %             | Votos           | %               | Deputados | Observações                             |
| ---- | ------------- | ------------- | --------------- | --------------- | --------- | --------------------------------------- |
| 1957 | 117.732       | 21,1%         | 117.168         | 21,3%           | 2 / 8     | Resultado da CSU/CVP no Estado do Sarre |